# His Brother's Wife (1916)
His Brother's Wife is een Amerikaanse stomme film uit 1916 onder regie van Harley Knoles. De hoofdrollen worden vertolkt door Carlyle Blackwell en Ethel Clayton. Het scenario is gebaseerd op het toneelstuk The Woman of It van Er. Lawsche.

## Verhaal
Wanneer de gezondheid van Richard Barton achteruitgaat, is zijn vrouw Helen wanhopig op zoek naar geld om de doktersrekeningen te betalen. Ze stemt ermee in om de nacht door te brengen met de rijke Howard Barton, zonder te weten dat hij Richards verloren gewaande broer is. Nadat ze Howard vertelt dat ze het alleen maar doet om haar man te helpen, annuleert hij de afspraak en stuurt haar naar huis met genoeg geld om Richards herstel te betalen.
Wanneer de broers herenigd worden, zijn Howard en Helen geschokt om elkaar te zien en te ontdekken dat ze schoonfamilie zijn. Richard hoort ze praten over hun eerste ontmoeting en gooit Helen het huis uit omdat hij ervan uitgaat dat ze met Howard naar bed is geweest.
Helen wordt actrice en speelt al snel de hoofdrol in een toneelstuk dat precies overeenkomt met de situatie van de driehoeksverhouding in het echte leven tussen Howard, Richard en haarzelf. Als Richard het toneelstuk ziet, beseft hij zijn fout en verzoent hij zich met Helen.

## Rolverdeling
| Acteur            | Personage      |
| ----------------- | -------------- |
| Carlyle Blackwell | Howard Barton  |
| Ethel Clayton     | Helen Barton   |
| Paul McAllister   | Richard Barton |